# Leon Karol Habsburg
Leon Karol Maria Habsburg-Lotaryński (ur. 5 lipca 1893 w Puli, zm. 28 kwietnia 1939 w Bestwinie) – austriacki arcyksiążę z cieszyńsko-żywieckiej linii Habsburgów, rotmistrz cesarskiej i królewskiej Armii oraz Wojska Polskiego, tytularny książę cieszyński w latach 1936–1939. 

## Życiorys
Był drugim synem, a piątym dzieckiem, arcyksięcia Karola Stefana Habsburga i Marii Teresy Toskańskiej. Wraz z rodzeństwem wychowywany był pod okiem prywatnych nauczycieli. W 1912 roku wstąpił do cesarskiej akademii wojskowej w Wiener Neustadt, aby kształcić się na oficera. Naukę ukończył 15 marca 1915 roku. Brał udział w walkach podczas I wojny światowej, jako rotmistrz Pułku Ułanów Nr 3. Uczestnik walk o niepodległość Polski w wojnie z bolszewikami, oficer 11 Pułku Ułanów Legionowych,  p.o. dowódcy pułku w czerwcu i lipcu 1920 r. Odznaczył się 31 lipca 1920 r. w bitwie nad Styrem, ranny 1 sierpnia 1920 r. w bitwie pod Mikołajowem. Po zakończeniu wojny został przeniesiony do 17 Pułku Ułanów Wielkopolskich, ukończył Centralną Szkołę Kawalerii w Grudziądzu. Następnie wraz z bratem Karolem Albrechtem powrócił do majątku ojca. 
Według opinii współczesnych Leon Karol Habsburg był nieprzeciętnie inteligentnym i wykształconym człowiekiem. Ponadto, jak napisał rotmistrz Michał Unrug, wykazywał wszystkie atrybuty rasowego kawalerzysty tj. błyskawiczną orientację w częstych i nagłych zmianach w położeniu bojowym, szybką decyzję, polot, rozmach i brawurę. W Lesznie często i bardzo dobrze prowadził ćwiczenia taktyczne, czy to w terenie, czy też na stole plastycznym.
Od momentu demobilizacji Leon Karol żył wraz z rodziną na swojej części majątku w Żywcu. Choć mieszkał blisko starszego brata nie utrzymywał z nim szczególnych stosunków. Karol Albrecht był i czuł się Polakiem, podczas gdy Leon Karol wychowywał swoje dzieci na Niemców. W 1922 roku w Wiedniu zawarł małżeństwo morganatyczne z Marią-Klothildą von Thuillières hrabiną von Montjoye-Vaufrey et de la Roche (1893–1978). Ich synem był Leon Stefan Habsburg (1928–2020).
Po śmierci swojego ojca, w 1936 został tytularnym księciem cieszyńskim. Został pochowany na cmentarzu parafialnym w Bestwinie.

## Ordery i odznaczenia
- Krzyż Walecznych (1921)[9]
- Srebrny Krzyż Zasługi (10 listopada 1925)[10]
- Order Złotego Runa (Austro-Węgry, 1911)[11]
- Krzyż Zasługi Wojskowej III klasy z Dekoracją Wojenną i Mieczami (Austro-Węgry)[11]
- Srebrny Medal Zasługi Wojskowej na Wojennej Wstążce (Austro-Węgry)[11]
- Brązowy Medal Zasługi Wojskowej na Wojennej Wstążce (Austro-Węgry)[11]
- Krzyż Wojskowy Karola (Austro-Węgry)[11]
- Krzyż Żelazny II klasy (Prusy)[11]
- Złoty Medal Imtiyaz (Turcja)[11]
- Medal Wojenny (Turcja)[11]
- Wielka Wstęga Orderu Sławy (Tunezja)[11][12]

## Literatura
- Ranglisten des kaiserlichen und königlichen Heeres 1918. Wiedeń: Nadworna i Państwowa Drukarnia, 1918. (niem.).
- Jan Jacek Bruski – Petlurowcy, Kraków 2004, ISBN 83-86225-03-3.
- Adam Tracz, Krzysztof Błecha, Księżna. Wspomnienia o polskich Habsburgach, Bonimed 2009, ISBN 978-83-930106-0-8.
- Timothy Snyder: Czerwony książę. Warszawa: Świat Książki, 2010. ISBN 978-83-247-1217-5. OCLC 751066141.
- Adam Tracz, Krzysztof Błecha, „Ostatni król Polski” Karol Stefan Habsburg, Bonimed 2012, ISBN 978-83-930106-1-5.
- Wielka Księga Kawalerii Polskiej 1918–1939. 11 Pułk Ułanów Legionowych, Edipresse Polska S.A., Warszawa 2012, ISBN 978-83-7769-341-4.